# شر نبین، شر نشنو
شر نبین، شر نشنو (انگلیسی: See No Evil, Hear No Evil) یک فیلم کمدی آمریکایی به کارگردانی آرتور هیلر محصول سال ۱۹۸۹ است. در این فیلم ریچارد پرایر در نقش یک مرد نابینا و جین وایلدر در نقش یک ناشنوا بازی می‌کنند.

## بازیگران
- ریچارد پرایر
- جین وایلدر
- جون سورنس
- کوین اسپیسی
- آلن نورث
- آنتونی زربی
- جورج هریس
- جین کانل
- جان کاپودیس
- لورن تام
- زاچ گرنیر

## بازسازی فیلم
فیلم ایرانی چشم‌وگوش‌بسته (فیلم ۱۳۹۷) بازسازی غیررسمی همین فیلم است.